# Nederlandse kampioenschappen schaatsen afstanden 2002 - 3000 meter vrouwen
De 3000 meter vrouwen op de Nederlandse kampioenschappen schaatsen afstanden 2002 werd gereden in november 2001, in ijsstadion Kardinge te Groningen. Er namen veertien schaatssters deel.
Renate Groenewold was titelverdedigster na haar zege tijdens de NK afstanden 2001.

## Statistieken

### Uitslag
| #      | Schaatser            | tijd    |
| ------ | -------------------- | ------- |
| Goud   | Tonny de Jong        | 4.18,58 |
| Zilver | Marja Vis            | 4.21,32 |
| Brons  | Frédérique Ankoné    | 4.22,38 |
| 4      | Martine Oosting      | 4.23,16 |
| 5      | Elma de Vries        | 4.28,20 |
| 6      | Wieteke Cramer       | 4.29,62 |
| 7      | Mireille Reitsma     | 4.30,60 |
| 8      | Carien Kleibeuker    | 4.32,19 |
| 9      | Rixt Meijer          | 4.32,67 |
| 10     | Helen van Goozen     | 4.32,96 |
| 11     | Paulien van Deutekom | 4.33,73 |
| 12     | Irene Visser         | 4.34,64 |
| 13     | Kinge Pricker        | 4.40,08 |
| 14     | Moniek Kleinsman     | 4.41,56 |